# So Notorious
So Notorious (reso graficamente So NoTORIous) è una sit-com televisiva statunitense prodotta da VH1 e basata sulla vita di Tori Spelling, attrice molto conosciuta per aver interpretato il ruolo di Donna Martin nel telefilm Beverly Hills 90210.
In Italia è stata trasmessa sul canale MTV Italia.

## Trama
La serie, ambientata a Los Angeles, segue le improbabili e spesso comiche vicende di Tori Spelling, figlia del famoso produttore televisivo Aaron Spelling, e dei suoi amici: Pete, l'affittuario di Tori che usa la sua conoscenza per portarsi ogni sera una ragazza nuova in casa; Janey, un'agente immobiliare diretta e ambiziosa; e Sasan, un ragazzo di origine iraniana apertamente gay, ma non con i suoi genitori, che con il suo cinismo cerca di infondere un po' di fiducia a Tori.

## Episodi
1. Voglia di normalità (Plucky)
2. La setta (Whole)
3. Sesso, Blackberry e videotape (Street)
4. Indovina chi invade casa? (Accomodating)
5. L'uomo perfetto (Jealous)
6. Il potere oscuro di Kiki (Cursed)
7. Relax! (Relaxed)
8. Maxi T e mini T (Charitable)
9. Festa della mamma (Soulful)
10. Star in Canada (Canadian)